# ضياء الدين المقدسي
محمد بن عبد الواحد بن أحمد بن عبد الرحمن بن إسماعيل بن منصور، السعدي،(1) المقدسي(2) الأصل، الجمَّاعيلي،(3) ثم الدمشقي،(4) الصالحي،(5) الحنبلي.(6) ولد بالدير المبارك، بجبل قاسيون، في مدينة دمشق، وكان ذلك في 6 جمادى الآخرة، سنة 569 هـ.
كُنِّيَ بأبي عبد الله من قبيل تكنية أولي الفضل وقد استحب ذلك أهل العلم، ولم يكن يكنِّي نفسه كما هو ملاحظ في مصنفاته وعلى طباق السماع التي كان يكتبها بخط يده، وإنما اشتهرت كنيته ممن تتلمذ عليه وحدث عنه.
ولُقب بـ ضياء الدين أو الحافظ الضياء، قال عنه المنذري في التكملة: «المنعوت بـ الضياء». وقد اشتهر بهذا اللقب وبه عُرف بين أهله وأقرانه ومعاصريه حتى إن المدرسة التي أنشأها دارًا للحديث عُرفت بالضيائية نسبة إلى هذا اللقب، وبه يذكره معظم العلماء والمحدثين في مصنفاتهم.

## مولده ونشأته
نقله عنه تلميذه وابن أخيه فخرُ الدينِ عليُّ بنُ البخاريِّ، حيث قال:
| ضياء الدين المقدسي | سُئل عمي رحمه الله عن مولده فقال في جمادى الآخرة، سنة تسع وستين وخمسمائة. | ضياء الدين المقدسي |

كما كتب ذلك بخطه وقرأه تلميذه ابن النجار، وبه أيضًا أجاب تلميذَه زكي الدين البرزالي حين سأله عن تاريخ مولده. ولم يخالف هذا التاريخ أحد ممن ترجموا للضياء سوى ما ذكره النعيمي وابن طولون أنه ولد سنة 567 هـ. وقال المتأخرون إن الصواب هو 569 هـ بسبب وهمٍ عند النعيمي، وقد نقل عنه ذلك ابن طولون.

## أسرته

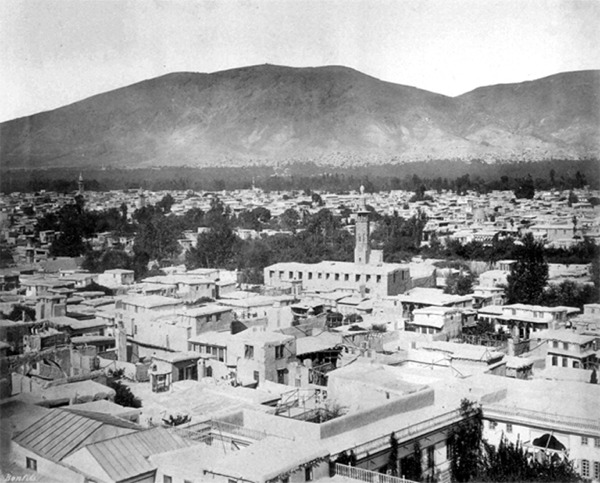
منظر لمدينة دمشق عام 1870، ويظهر جبل قاسيون في الخلفية.

هي أسرة علمية مجاهدة في سبيل الله، وصفها سِبطُ الإمام أبي الفرجِ ابنِ الجوزيِّ بقوله:
| ضياء الدين المقدسي | شاهدت من الشيخ أبي عمر وأخيه المُوَفَّق ونسيبه العمادُ إبراهيمَ بنُ عبد الواحدِ ما نرويه عن الصحابة والأولياء الأفراد، فأنساني حالهم أهلي وأوطاني، ثم عدت إليهم على نيّة الإقامة، عسى أن أكون معهم في دار الإقامة. | ضياء الدين المقدسي |

وقد ظهر من المقادسة عشرات الحفاظ، ومئات المُسنِدين، ذَكر الكثير منهم ابن رجب الحنبلي في ذيل طبقات الحنابلة، وكلُّ من ترجم للحنابلة على مرّ العصور، وكان لهم الأثر الواضح في نشر العلم وخاصة علم الحديث، ومن تتبّّعَ المسموعاتِ على الكثير من المخطوطات لمسَ هذا الأثر، حيث إنهم كلهم تقريبًا اشتركوا في السماع والتسميع والرحلة في طلب العلم، ولولا المقادسة لما انتشر الحديث في الشام.

### أجداده
جدّه الأكبر لأمه الشيخ أحمدُ بنُ محمدِ بنِ قدامةَ وهو العالم الزاهد التقي المتوفى سنة 558 هـ. وأما جده لأبيه فهو أحمدُ بنُ عبد الرحمنِ المتوفي سنة 553 هـ، وقد هاجر إلى دمشق ومات فيها، وكان رجلًا صالحًا عابدًا.

### والداه
أبو الضياء هو الشيخ عبد الواحدِ بنُ أحمدَ، نشأ في بيئة دينية فحفظ القرآن، وكان ملازمًا لخاله الشيخ أحمدَ، لا يفارقه في حلٍّ أو ترحالٍ، تخرَّج به وتزوج ابنته، ورُزق بابنتين وثلاثة أبناءٍ كلهم أصبحوا من العلماء، رحل إلى بغداد وتلقى العلم على علمائها، وكان ديِّنًا صيِّنًا حافظًا لكتاب الله لا يكاد يحل بموضع إلا قدَّمه أهل ذلك الموضع ليؤمهم لما يرون فيه من العلم والفضل والصلاح، مع دماثةٍ في الخُلق وطِيبٍ في المعشر، في شجاعةٍ وإقدامٍ، حيث كان يرافق المهاجرين من أقربائه من جَمّاعيل إلى دمشق يحميهم من اللصوص والصليبيين وكانت وفاته سنة 590 هـ.
أما والدته فهي رُقيّة بنت الشيخ أحمدَ(7) بنِ محمدِ بنِ قدامةَ المقدسيِّ، وأخت العالِمَين الشهيرَين موفق الدين وأبي عمر، وتُكنَّى بأم أحمدَ، وُلدت في سنة 536 هـ تقريبًا، ونشأت في بيت علمٍ وفقهٍ، فكانت امرأةً صالحةً ذات هيبةٍ ومكانةٍ بين قومها، تَفصل بينهم في القضايا، وتأمرهم بالمعروف وتنهاهم عن المنكر، وُهبت حافظةً قويةً، فكانت تاريخًا للمقادسة في المواليد والوفيات. وقد ترجم لها ابنها الضياء وأثنى عليها، وروى عنها كل ما تعرفه عن القوم. حدثت بالإجازة عن أبي الفتح محمدَ بنِ عبد الباقي المعروف بـ«ابن البَطِّيِّ»، وأبي بكرٍ أحمدَ بنِ المُقَرَّبِ الكوفي، وشهدة الكاتبة وغيرهم. ولشهرتها أخذ عنها الحافظ المنذري إجازةً بالرواية، وترجم لها في كتابه التكملة، كما روى عنها ابنها الضياء، وحفيدها الفخرُ عليُّ بنُ البخاريِّ، وابن أخيها شمس الدين عبدِ الرحمنِ بنِ أبي عمرٍ، وتوفيت في شعبان 621 هـ.

### أخواله
خالاه هما الشيخان أبو عمر وموفق الدين، وقد اشتهرا بعلمهم الواسع وهما من أعيان أسرة المقادسة. وخالته هي رابعة بنت أحمدَ بنِ محمدِ بنِ قدامةَ، زوجة الحافظ عبد الغني المقدسي.

### إخوته

#### الذكور
إخوته أيضًا من العلماء المحدثين، فأكبرهم الشيخ أحمد بن عبد الواحد (564 هـ-623 هـ) شمس الدين أبو العباس المعروف بالبخاري، وذلك لإقامته مدة طويلة في مدينة بخارى وتفقهه على علمائها، وكان عالماً فقيهاً مناظرًا، كثير المحفوظ والاحتمال، ولم يكن في المقادسة أفصح منه إذ اتفقت الألسن على شكره. وكان له ولد وهو الحافظ فخر الدين، أبو الحسين، علي بن أحمد بن عبد الواحد، المقدسي، المتوفى سنة 699 هـ.
أما أخوه الثاني فهو عبد الرحيم بن عبد الواحد، الذي تفقه بخاله ابن قدامة وألقى الدرس من كتابه الكافي.(8) اشتهر بالورع وكثرة قيام الليل، وتوفي سنة 612 هـ.

#### الإناث
أخته الأولى هي الشيخة آسية بنت عبد الواحد، العالمة المكناة بأم أحمد، زوجة عيسى بن موفق بن قدامة المقدسي ووالدة سيف الدين ابن مجد الدين. حفظت القرآن ولقنته للكثير من النساء، وكانت كثيرة الصلاة والصيام حيث قال عنها الضياء: «ما في زماننا مثلها، لا تكاد تدع قيام الليل». وتوفيت سنة 640 هـ.
أخته الثانية هي الشيخة زينب بنت عبد الواحد أم أحمد زوجة المحدث البهاء بن عبد الرحمن بن إبراهيم المقدسي المعروف بـ بهاء الدين المقدسي، سمعت الحديث من أبي طاهر السِلَفي وغيره، وصنفت سنة 617 هـ من مسموعاتها كتابًا بعنوان «أحاديث منتقاة عوالٍ» وهي أحاديث سُمعت عليها وعلى أخيها الضياء وتوفت بعد تلك السنة.

### زواجه
تزوج الضياء من الشيخة آسية بنت الإمام الفقيه المناظر أبي عبد الله محمد بن خلف بن راجح المقدسي، شهاب الدين. وهي سبطة خاله الشيخ أبي عمر، وقد حدَّثت بالإجازة عن أبي السعادات نصر الله بن عبد الرحمن بن القزاز وغيره، وأجازت للقاضي تقي الدين سليمان بن حمزة المقدسي فروى عنها، كما حدث عنها الشمس بن الكمال وغيره. وكان زواج الضياء منها قبل ابتداء رحلاته العلمية، وذلك في شهر ذي القعدة، سنة 593 هـ، حيث قال الضياء: «كانت عندي أربعين سنة وثلاثة أشهر».
ترجم لها زوجها، وأثنى على دينها وخُلقها وحسن تبعُّلها، ومما قاله فيها: «كانت ديِّنة، خيِّرة، حافظة لكتاب الله، لم تدخل حماما ولا دخلت المدينة، وكنت أخذتها بذلك فأطاعتني، وكانت تؤثرني على نفسها». توفيت في المحرم سنة 633 هـ. وقد سمع عليها بالإجازة جماعة.

## طلبه للعلم

### في مسقط رأسه

صورة لغلاف كتاب الأحاديث المختارة للمقدسي.

نشأ الضياء في أسرة نذرت نفسها للعلم طلبًا وتطبيقًا ونشرًا، وكانت تعيش في بيتٍ واحدٍ يلقب بديرة الصالحين(9)، وهي أسرة الشيخ أحمد بن محمد المقدسي، فكانت هذه الديرة أشبه بمدرسةٍ علميةٍ يأتي إليها الطلاب والغرباء من كل مكان، حيث يلزمون شيوخه وشيخاته ويأخذون عنهم أنواع العلوم. وبسبب هذه البيئة العلمية نبغ الضياء في كثير من العلوم. وكان أول تعليم تلقاه على يد والدته المُحدثة رُقيّة ولم يقتصر هذا التعليم على المراحل الأولى من حياته وإنما استمر مع نموه وتقدمه في السن. فقد أخذ عنها حفظ القرآن وحضر مجالس الحديث والرواية عن الرسول ﷺ، فروى عنها الكثير من الأحاديث والآثار منها الحديثان (865 و1860) في كتابه «الأحاديث المختارة»، والكثير من السير والتراجم لأهالي بيت المقدس، وأخبار هجرتهم.
في سنة 576 هـ، أي في السابعة من عمره، تلقّى الحديث عن ابن صابرٍ وغيره، وطلب له أهله الإجازة من كبار العلماء، وذلك خلال رحلاتهم. ومنذ صغره لزم الحافظ عبد الغني المقدسي، وبه تخرّج في الحديث وغيره. كما لازم خاله الإمام الزاهد أبا عمر محمد المقدسي وخاله موفق الدين، وكان لرعاية خاله الأثر الكبير فيما وصل إليه الضياء من درجة علمية عالية. وله في كتابه «الأحاديث المختارة» أحاديث كثيرة رواها عنه. وأخذ عن والده علومًا شتى، أثرت فيه ومكنته من المشاركة في الجهاد ضد الصليبيين مع رجال أسرته تحت قيادة السلطان صلاح الدين الأيوبي، وكان ذلك حتى قبل أن يبلغ سن الخامسة عشر، وأعانته عليه أسرته. وهذا ما جعله ينطلق انطلاقة قوية نحو العلم ويساهم في علو إسناده وكثرة حديثه وتبحره فيه.

### في دمشق وأطرافها
كان الضياء يتنقل بين علماء الشام يأخذ منهم، ويتتلمذ على أيديهم. وقد صحب أخواله إلى مجالس العلم ليعتاد السماع والطلب، ويحصل على الإجازات من الشيوخ المسندين، فسمع من:
1. الشيخ أبي المعالي بن صابر (499 هـ-576 هـ)[25]
2. الشيخ أبي الفضل إسماعيل بن علي الجنزوي سنة 577 هـ[26]
3. الشيخ محمد بن حمزة القرشي (499 هـ-580 هـ)[27]
4. أبي المجد الفضل بن الحسن البانياسي سنة 577 هـ[28]
5. محمد بن صدقة الحراني المتوفى سنة 584 هـ[29]
6. أحمد بن علي الموازيني (506 هـ-585 هـ)[30]
7. عبد الرحمن بن علي الخِرَقي (499 هـ-587 هـ)[31]

وغيرهم من علماء دمشق.
وتنقل في أطراف دمشق وسمع من شيوخ المناطق المحيطة، فسمع بالمِزَّة من الشيخ أبي علي أحمد بن أبي قاسم الزوزني. واستجازت له مشيخته الأولى من أقاربه الرواة المسندين: فأجازت له شهدة الكاتبة التي تميزت بعلو إسنادها حتى تساوى بمسلم بن الحجاج النيسابوري، وعبد الحق اليوسفي، والحافظ السلفي. وقد دونت كتب العلم اسمه في طباق سماعها مع شيوخه وهو لم يتجاوز السابعة من عمره بعد.

### عند أقاربه

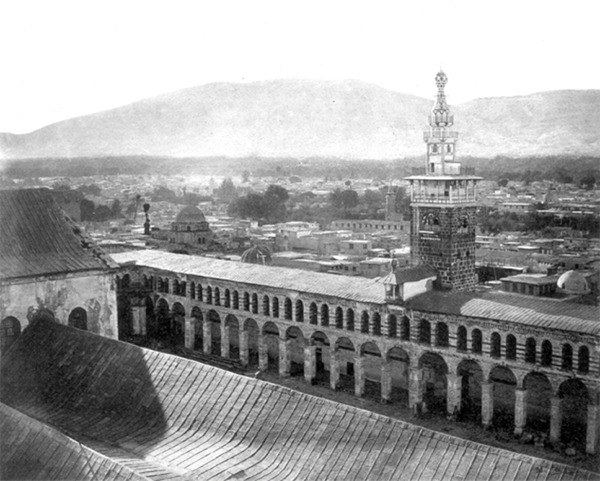
صورة للجامع الأموي سنة 1862.

لم يقتصر تلقي الضياء للعلم على التنقل بين الشيوخ فقط، وإنما رافق ذلك ملازمته لمشايخ أسرته المقادسة في بيوتهم وأماكن تدريسهم، وعلى ما يبدو من أحد كتبه أنه عرض القرآن على الشيخ عماد الدين إبراهيم بن عبد الواحد الذي قال عنه: «أعرف وأنا صغير أن جميع من كان في الجبل يتعلم القرآن كان يقرأ على العماد، وختم عليه جماعة».
ولزم أخواله، فسمع من خاله أبي عمر (زوج عمته) وكان يؤم ويخط في جامع المظفري، وقرأ عليه مختصر الخرقي. ومن خاله الموفق الذي كانت له حلقة في الجامع الأموي بدمشق، واشتغل عليه فترة حتى أخذ عنه علوم الفقه والمناظرة. ولازم الحافظ عبد الغني (زوج خالته) الذي كانت له دروس في الجامع الأموي الكبير بدمشق بحلقة الحنابلة، يقرأ فيها الحديث بعد صلاة الجمعة وليلة الخميس. ودرس بالمدرسة العمرية، وهو أول من درَّس بها. ولما بلغ الرابعة والعشرين من عمره تزوج.

## من شيوخه

### أبو الفرج ابن الجوزي
عبد الرحمن ابن علي القرشي، التيمي، البكري، البغدادي، الحنبلي. توفي أبوه وله ثلاثة أعوامٍ، فربته عمته، ولما ترعرع حملته إلى ابن ناصر الدين، فأسمعه الكثير، وأحب الوعظ، ولهج به وهو صبي.
قرأ القرآن على سبط الخياط، وسمع من علي بن عبد الواحد الدينوري وتفقه عليه، ومن أحمد بن أحمد المتوكلي وهو آخر من حدث عنهم، وسمع من أبي القاسم بن الحصين، والحسين بن محمد البارع، والفقيه أبي الحسن بن الزغواني، وتعلم الوعظ منه ومن أبي القاسم العلوي، وأخذ اللغة على أبي منصور الجواليقي، وسمع من أبي الوقت بن السجزي، وطائفة مجموعهم نيف وثمانين شيخًا.
لم يرحل في طلب الحديث، لكن عنده آثار عالية مثل الصحيحان والسنن الأربعة ومسند الإمام أحمد والحلية والطبقات لابن سعد وتاريخ بغداد للخطيب البغدادي، وغيرها.
أثنى عليه الذهبي وأطال في ترجمته. من مصنفاته: زاد المسير، تذكرة الأريب، الوجوه والنظائر، مشكل الصحاح، صفة الصفوة، المنتظم في التاريخ، منافع الطب، منهاج القاصدين، أعمار الأعيان. وغيرها الكثير، وقد بلغت 250 تأليفًا كما نقله الذهبي عن ابن الجوزي نفسه.
عاش سبعًا وثمانين عامًا، ووُشي به إلى الخليفة فأُخذ وسجن وأُهين لمدة خمس سنوات ثم شفعت له أم الخليفة فأطلق سراحه. قرأ بالروايات العشر وتوفي في بغداد سنة 597 هـ.

### أبو جعفر الصيدلاني
أبو جعفر محمد بن أحمد بن نصر بن أبي الفتح حسين بن محمد بن خالويه الأصبهاني، الصيدلاني، سبط حسين بن منده. وكان يُعرف بـ"سِلَفَة".
سمع في الثالثة من عمره حضورًا على الشيخ أبي علي الحسن بن أحمد الحداد الأصبهاني، ومن محمود بن إسماعيل الأشقر، وعبد الكريم بن علي فورجة، وحمزة بن العباس، وعبد الجبار بن الفضل الأموي، وجعفر بن عبد الواحد الثقفي، ومحمد بن أبي نزار. وسمع من فاطمة الجوزدانية «المعجم الكبير» للطيراني بكماله، وهو ابن إحدى عشرة سنة، وتفرد بالرواية عن المذكورين سوى فاطمة.
روى عنه الضياء فأكثر وبالغ، ومحمد بن عمر العثماني، وعبد الله بن الحافظ، وبدل التبريزي، ومحمود بن أحمد الزنجاني، وابن خليل، وغيرهم. أجاز لابن الدَرَجي وابن البخاري وابن شيبان وطائفة. قال الذهبي: «توفي في سلخ رجب سنة ثلاث وستمائة فيما قرأت بخط الضياء».

### عين الشمس
بنت أحمد بن أبي الفرج، أم النور الثقفية الأصبهانية، مسندة وقتها. سمعت حضورًا في سنة 524 هـ من إسماعيل بن الإخشيد، وسمعت «جزء أبي الشيخ» من محمد بن علي بن أبي ذر الصالحاني، وتفردت في الدنيا عنهما. وسمعت عليه أيضًا كتاب «الدِّيات» لابن أبي عاصم، و«التوبة»، و«عوالي القبَّاب»، و«أحاديث بكر بن بكار»، و«جزء أبي الزبير عن غير جابر»، وأشياء.
حدَّث عنها كثيرون، منهم: الضياء، والزكي البرزالي، والتقي بن العز، وآخرون. وأجازت لجماعةٍ، منهم: الشمس عبد الواسع الأبهري، والحافظ الفخر علي بن البخاري، والشمس بن الزين، وطائفة.
أثنى عليها الذهبي فقال: «كانت صالحة، عفيفة، من بيت الرواية والإسناد ... وعاشت تسعين عامًا. توفيت في نصف ربيع الآخر سنة عشر وستمائة.»

## رحلاته
لم يكن طموح الضياء لطلب العلم يقف عند علماء دمشق وما يحيط بها والواردين عليها، بل تعدى ذلك نحو الرواة المسندين في البلدان البعيدة. واستشار لذلك خاصةً مشايخه كالشيخ أبي عمر والشيخ العماد إبراهيم بن عبد الواحد المقدسي والحافظ عبد الغني وإبراهيم بن محمد الحافظ الذين حثّوه على السفر لطلب العلم، فاستجاب الضياء لداعي الرحلة في نفسه وعمل بنصيحة مشايخه وابتدأ المرحلة الثانية من حياته التي فارق فيها أهله وموطنه، ورحل إلى الكثير من البلدان حتى عبّر مترجموه عن رحلاته بالطواف الذي يحمل معنى الإحاطة.
قال عنه ابن كثير: «سمع الحديث الكثير وكتب كثيرًا وطوّف».
وقال عنه ابن رجب: «يقال إنه كتب عن أزيد من خمسمائة شيخ».
أرّخ الضياء لرحلاته هذه تاريخاً مفصلاً في مصنف خاص، ذكر فيه تاريخ رحلته إلى كل بلد وأسماء شيوخه الذين التقى بهم، وما سمع عليهم في كل مجلس من مجالس الحديث وأسماه «ثبت السماع»، الأمر الذي جعل الحافظ عبد الرحمن بن الحافظ عبد الفني (600 هـ) وهو رفيق الضياء في رحلاته يقول عند موته: «لا تُضيِّعوا هذا العلم الذي تعبنا عليه». وأما الزمن الذي استغرقته رحلاته فقد عبّر الذهبي عن إحداها بقوله: «بقي في الرحلة المشرقية مدة سنين». وقد استغرقت رحلات الضياء التي أرّخ لها في ثبت مسموعاته وهما الرحلتان الثانية والثالثة ثلاثة عشر عاماً، تضاف إليهما رحلته الأولى إلى مصر التي استغرقت ما لا يقل عن ثلاث سنوات، فيكون المجموع ستة عشر عاماً قضاها متنقلاً بين البلدان والشيوخ يجمع فيها حديث الرسول ﷺ من أصول المحدثين المسندين وينسخه في أصوله ويقابله مع أصولهم ويقرأ عليهم، حيث كان يبدأ سماعه فور وصوله إلى البلد التي يقصدها، فعند وصوله إلى هراة قال: «دخلت يوم الخميس السابع والعشرين من صفر سنة عشر وستمائة هراة –حرسها الله– ولم أقرأ في هذا اليوم إلأ شيئاً يسيراً».
وحتى الليل الذي يهجع فيه الناس للنوم والراحة كان الضياء يقضيه مستمعاً للأحاديث، وقد كتب بخطه على جزء انتقاه من حديث الطوسي يقول: «وسمعت الجزء على أبي هاشم الحسين بن أبي منصور وحدي في داره بالليل في شهر شعبان من سنة ست وستمائة بأصفهان».

### الرحلة الأولى (594-596 هـ)

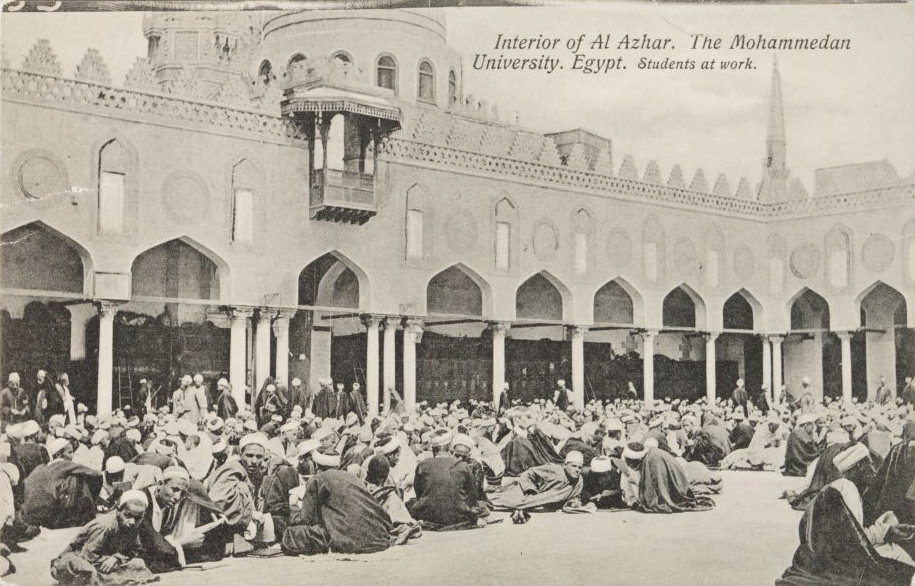
طلبة الأزهر قديمًا.

دخل الضياء مصر بصحبة جماعةٍ من أقرانه وأقربائه من المقادسة سنة 594 هـ، وتميّزت تلك الفترة باندثار المذهب الإسماعيلي الشيعي في مصر (الذي هيمن سياسياً لا شعبياً مع حكم الفاطميين ما بين 969-1171)، وغدا التعليم في الأزهر سنيّا بأكمله، وافتتحت مدارس الحديث والفقه وتدفق العلماء إلى مصر من المشرق والمغرب وتصدر لإقراء العلم علماء كبار، كان منهم الشيخ الواعظ الفقيه ابن نَجِيَّة (508-599 هـ) الذي رحل إليه الضياء وسمع منه الحديث وسجل سماعه عليه في جزء أسماه «أول حديث على الشيخ الإمام العالم زين الدين أبي الحسن بن إبراهيم الأنصاري» سمعه منه بالقرافة(10) يوم الجمعة 18 شعبان 594 هـ(11)، كما سمع على الشيخ المُسْنِدِ أبي عبد الله محمد بن حمد الأنصاري الشامي الأرتاحي ثم المصري الحنبلي (507-601 هـ) وأثنى عليه بقوله: «كان ثقةً ديّناً ثبتاً، حسن السيرة، لم نعلم له شيئاً عالياً سوى إجازة الفراء، وكان لا يمل من التسميع رحمه الله». وسمع على الشيخ إسماعيل بن صالح بن ياسين المصري المسند (514-596 هـ) وهو آخر من حدث عن أبي عبد الله الرازي المعروف بابن الحطاب بمصر. وفي فسطاط مصر سمع على الشيخ مسند الديار المصرية أبو القاسم هبة الله البوصيري مع شيخه الحافظ عبد الغني وحدثا عنه جميعاً. وسمع أيضاً على الشيخة فاطمة بنت سعدِ الخيرِ أبي الحسن بن محمد الأنصاري (522-600 هـ) التي حدثت بدمشق ومصر. وعلى الشيخ علي بن حمزة الكاتب البغدادي (515-599 هـ) الذي سكن مصر وحدث بها عن هبة الله بن الحصين وغيره. كما سمع على الشيخ يوسف بن هبة الله الدمشقي، وعلى شيخه الحافظ عبد الغني المقدسي.

### الرحلة الثانية (597-602 هـ)
كان للنشاط العلمي الذي تميزت به بغداد في ذلك العصر أثر كبير في دفع كثير من محبي العلم ودارسيه إلى الرحلة إليها والاشتغال على أيدي علمائها. وكان الضياء من هؤلاء الذين جذبهم علماء بغداد فرحل إليهم، وسمع الحديث على عدد كبير منهم. حيث سمع من ابن الجوزي، قبل وفاته سنة 597 هـ. كما سمع على الشيخ المسند ابن طبرزد كتباً كثيرةً، وكان أول سماع له عليه في 18 ربيع الأول 598 هـ، ومما سمعه: كتاب «الأولياء» وجزء فيه بقية «كتاب المعمرين» وكلاهما لابن أبي الدنيا، وكتاب «الأشربة» للإمام أحمد بن حنبل وكتاب «الياقوتة في القرآن» لأبي عمر الزاهد، والجزء الأول من «الأفراد» للدارقطني، والجزء 206 من «أمالي ابن السمرقندي»، وسمع في هذه الرحلة على شيخه المعمِّر عبد العزيز بن الأخضر ومن مسموعاته عليه «حديث أبي القاسم يوسف بن محمد الهمداني» تخريج الخطيب البغدادي، وسمع على الشيخ أحمد بن الحسن بن أبي البقاء العاقولي البغدادي «أمالي الكتاني» و«حديث المخلص» و«فوائد الفوائد لابن خزيمة»، كما سمع على الشيخ بقا بن عمر بن عبد الباقي الدقاق الجزأين الأول والرابع من «حديث أبي القاسم موسى بن عيسى السراج». وسمع على الشيخ المسند أبي الفتوح يوسف بن المبارك البغدادي الخفاف «حديث محمد بن محمد الباغندي»، و«مسند عثمان»، وجزأين من «حديث الحربي السُّكري»، و«حديث أبي بكر أحمد بن موسى بن العباس مجاهد المقرئ». وسمع على ابن سكينةَ البغدادي وعبد الملك بن مواهب السلمي والشيخ أبي علي ضياء ابن الخُرَيف والشيخ سليمان الموصلي والشيخة أم الحسن درة بنت عثمان ابن أبي منصور الحلاوي في رجب 598 هـ وكان هذا آخر ما سمعه في دخوله بغداد قبل أن يغادرها ليعود في شهر ذي القعدة سنة 599 هـ.
رحل الضياء عن بغداد في شهر رجب سنة 598 هـ متوجهاً نحو مدينة همدان التي وصلها في شهر شعبان، ودخل مسجد الشيخ عبد الباقي بن صالح الهمداني، وسمع عليه في الثالث عشر من شعبان جزءاً فيه «مشيخة زاهر بن طاهر الشحامي»، ومنتخباً من حديث زاهر أيضاً، وبقي في همدان حتى الحادي عشر من شعبان سمع خلالها على العديد من المشايخ كالشيخ زين الدين شيرويه الديلمي، والشيخ عبد الرحيم بن محمد بن حمويه الأصفهاني، والشيخ قيس بن محمد ابن أبي سعد بن طاهر الحرمي. ثم انتقل من همدان إلى جَرباذقان وهي بلدة قريبة من همدان، دخلها مستهل شهر رمضان سنة 598 هـ وسمع فيها على الشيخ محمد بن شهريار، والشيخ أبي هاشم الحسين بن أبي منصور الجرباذقاني، ومنها رحل إلى أصفهان.

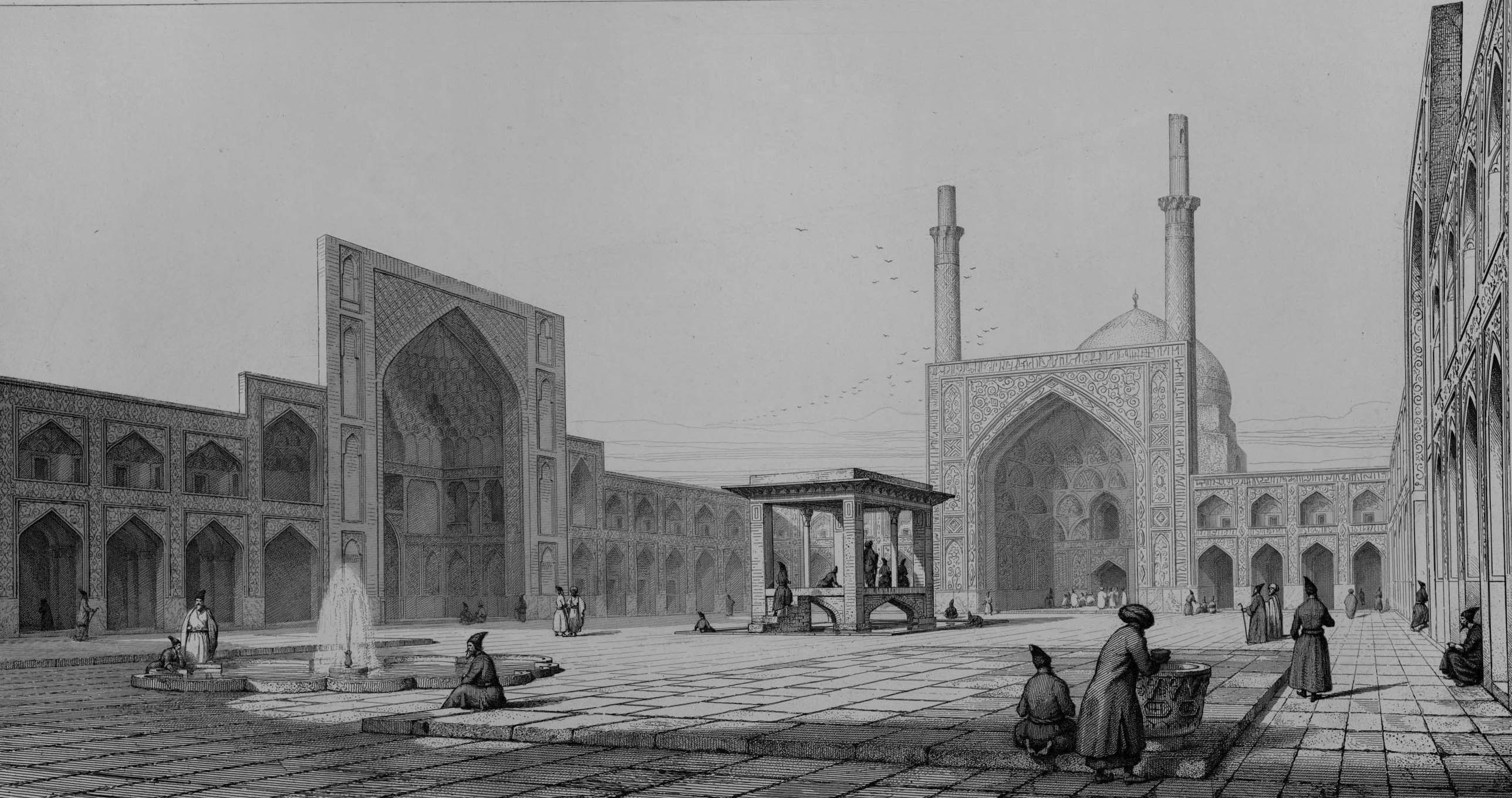
صورة للجامع العتيق بأصفهان سنة 1840.

دخل الضياء أصفهان في شهر رمضان 598 هـ، حيث لزم أبو جعفر الصيدلاني في داره ثلاثة عشر شهراً متواصلةً سمع عليه فيها ما يزيد عن سبعين مصنفاً، افتتحها بكتاب «التوبيخ والتنبيه» لابن حيان في 9 رمضان 598 هـ واختتمها بكتاب «المعجم الكبير» للطبراني في شهر شوال 599 هـ. وسمع خلال ذلك على الشيخ المؤيد أبي مسلم هشام بن عبد الرحيم بن الأخوة البغدادي الأصفهاني كتابَ «الأوائل» لابن أبي عاصم و«الرقة والبكاء» و«البعث» لابن أبي داود، وعلى الشيخ محمد ابن أحمد الثقفي كتاب «فوائد الأصفهانيين» في شهر محرم بالجامع العتيق بأصفهان، وعلى الشيخ سعيد بن روح الصالحاني «فوائد الحاج» في 26 محرم من نفس السنة، وعلى الشيخ عبد الرشيد محمد بن عبد الرشيد السرخسي أجزاء من «حديث المخلص» في شهر رجب، وعلى محمد بن معمر الفاخر «أحاديث جويرية بنت أسماء الضبعي البصري» في شوال، وعلى عفيفة الفارفانية «المعجم الكبير» للطبراني في عدة مجالس آخرها في 6 رجب، وعلى أبي محمد عبد الله بن أبي الحسن الشامي أجزاءً من «حديث المخلص» و«مؤلفات ابن أبي الدنيا» وغيرها خلال الأشهر من ربيع إلى شوال، وعلى أبي زرعة اللفتواني «مسند أبي بكر بن هارون الروياني» بمنزله بأصفهان، وعلى عبد الواحد الصيدلاني «الأربعين» لمحمد بن أسلم الطوسي في شهر صفر، وعلى عبد الله أبي الحسن الأطرابلسي «معرفة الصحابة» لابن منده في 26 رمضان، وعلى داود بن محمد بن أبي منصور أجزاء من «سباعيات زاهر» في 28 ربيع الثاني، وعلى محفوظ بن أحمد الثقفي أجزاءً من «سباعيات زاهر» في 2 محرم، وعلى محمد بن معمر القرشي من «مسند أحمد بن منيع» في 14 ربيع الأول، وعلى زاهر بن غانم الثقفي أجزاءً من «فوائد الحاج» في شهر صفر 599 هـ، وعلى جمعة بنت رجاء أجزاءً من «فوائد الحاج» في نفس الشهر. وبقي في أصفهان خمسة عشر شهراً لم يخرج منها إلا مرةً خرج فيها إلى مدينة شهرستان في يوم الأحد الثاني عشر من ذي الحجة سنة 598 هـ أمضى فيها ثلاثة أيامٍ سمع فيها على الشيخ مجد الدين محمد بن حامد بن عبد المنعم، والشيخ محمد بن مسعود بن عبد الرحمن، ثم عاد إلى أصفهان يوم الأربعاء 15 ذي الحجة 598 هـ، وبقي فيها إلى شهر شوال، ثم رحل منها إلى بغداد.
وصل بغداد للمرة الثانية في ذي القعدة وسجل فيها سماعه على الشيخ عبد الوهاب بن علي البغدادي في السادس عشر من الشهر نفسه، وسمع فيها على الشيخ أبي العباس أحمد بن يحي جزءاً فيه «روايات الآباء عن الأبناء» في الجمعة 9 صفر 600 هـ، وعلى عبد العزيز بن المبارك بن الأخضر جزءاً ضخماً من «مسند نعيم بن حماد»، وعلى يوسف بن المبارك في شعبان، وعلى عبد الوهاب بن علي بن سكينة كتاب «المشيخة» و«رحلة الشافعي» وغيرها، وعلى ضياء بن أبي القاسم بن أبي علي الخريف «المغازي» للواقدي في 4 ربيع الآخر، وعلى عزيزة بنت علي بن يحيى الطرَّاح «الكفاية» للخطيب في 10 ربيع الآخر، والشيخ عبد الواحد بن عبد السلام بن سلطان البيع الأزجي في 3 رجب كتاب «المصاحف» كما عرض عليه القرآن كاملاً، ثم على الشيخ ابن طبرزد «تاريخ بغداد» و«ذم المُسْكر» و«الطهارة والسنن» وغيرها في رجب وشوال، وعلى كلٍّ من الشيخ يوسف بن يعقوب بن عمر الحربي والشيخ أبي الفتوح الخفاف والشيخ سعيد بن محمد بن عطاف والشيخ أحمد بن الحسن بن أبي البقاء العاقولي أجزاءً من كتاب «تاريخ الخطيب»، والشيخ محمد بن هبة بن كامل الوكيل كتاب «الزهد» لابن الأنباري النحوي، والشيخ عبد الرزاق بن عبد القادر الجيلي، والشيخ أحمد بن هبة الله كتاب «علوم الحديث»، والشيخ سليمان بن محمد بن علي الموصلي «حديث المخلص»، وفي سنة 602 هـ سمع على كل من الشيخ الحسين بن أبي نصر الحريمي مسانيد للصحابة من «مسند أحمد» والشيخ حنبل الرصافي والشيخ عبد العزيز بن محمود بن المبارك بن الأخضر في يوم الإثنين جزءاً كبيراً من «مسند نعيم بن حماد» و«قِرى الضيف» لابن أبي الدنيا. عاد بعدها إلى دمشق وأكمل فيها سماع المسند على الشيخ حنبل الرصافي، الذي رحل إليها ليحدث فيها بالمسند، فسجل سماعه عليه في شهر ذي الحجة من سنة 602 هـ فيها، واستمر يسمع عليه في مجالسَ كان آخرها أول شهر صفر سنة 603 هـ، ثم بقي في دمشقَ حتى سنة 605 هـ ليستعد للقيام برحلته الثالثة.

### الرحلة الثالثة (605-612 هـ)
بدأ الضياء رحلته الثالثة وكانت وجهته فيها بلاد المشرق فاتجه إليها مارًّا بالموصل. دخلها الضياء في شهر ذي الحجة سنة 605 هـ وسمع فيها على الشيخ عبد المحسن بن عبد الله الطوسي، وعلى الشيخ علي بن هبل، وعلى الشيخ الإمام أبي إسحاق إبراهيم بن المظفر بن إبراهيم بن البرني ومن مروياته عنه الحديث (2544) من كتابه «الأحاديث المختارة»، وروى عن غيرهم من المحدثين أيضاً.
ثم دخل مدينة دَاقُوقاء وسمع فيها على الشيخ أبي عبد الله محمد بن أبي المكارم اليعقوبي سنة 606 هـ.
وصل لاحقًا إلى همدان في شهر ربيع سنة 606 هـ، وسمع فيها على الشيخ أبي المعز لله ابن الحفار بن محمد بن إبراهيم الذهبي كتاب «الإيمان» لابن منده وأجاز الشيخ له ولرفاقه. وسمع على الشيخ عبد الرزاق بن محمد بن بختيار الكاتب وعلى الشيخ عبد البر بن الحافظ أبي العلاء والشيخة فاطمة بنت الإمام أبي العلاء الحسن بن أحمد الهمداني، وعلى أختها الشيخة فاختة بنت الحافظ أبي العلاء.

دخل أصفهان في شهر شوال سنة 606 هـ وكانتِ المرة الثانية التي يدخلها ليتمَّ سماعه من بعض العلماء الذين سمع عليهم بالمرة الأولى وليسمع من غيرهم أيضا. ويصف الذهبي رحلته هذه بقوله: 
| ضياء الدين المقدسي | ثم رحل إلى أصفهان ثانيا فأكثر بها وتزيد، وحصل شيئا كثيرا من المسانيد والأجزاء. | ضياء الدين المقدسي |

 سمع فيها على شمس الدين أبي مسلم المؤيد بن الأخوة قبل وفاته بأيام وكتب «منتخب الموطأ للإمام مالك» وجزءاً من «مسند أبي يعلى» وجزءاً من «أمالي زاهر» و«فوائد الصيرفي» وذلك في مجالسَ كان آخرها يوم الأربعاء 27 ربيع سنة 606 هـ، كما سمع على كلا الشيخين أبي مطهر الصيدلاني والحافظ أبي عبد الله محمد بن مكي بن أبي الرجا «أحاديث محمد بن إبراهيم الطرسوسي»، وسمع من أبي المجد الثقفي الأصبهاني الجزءَ الأولَ من «تاريخ ابن إسحاق» وجزءًا فيه «مشايخ الخلّال» التي خرجها ابن الأخوة وذلك في شوال 606 هـ ثم سمع منه في محرم 607 هـ جزءًا فيه 24 مجلسًا من «أمالي أبي بكر محمد بن الحسن المقرئ» و«حديث الليث بن سعد».

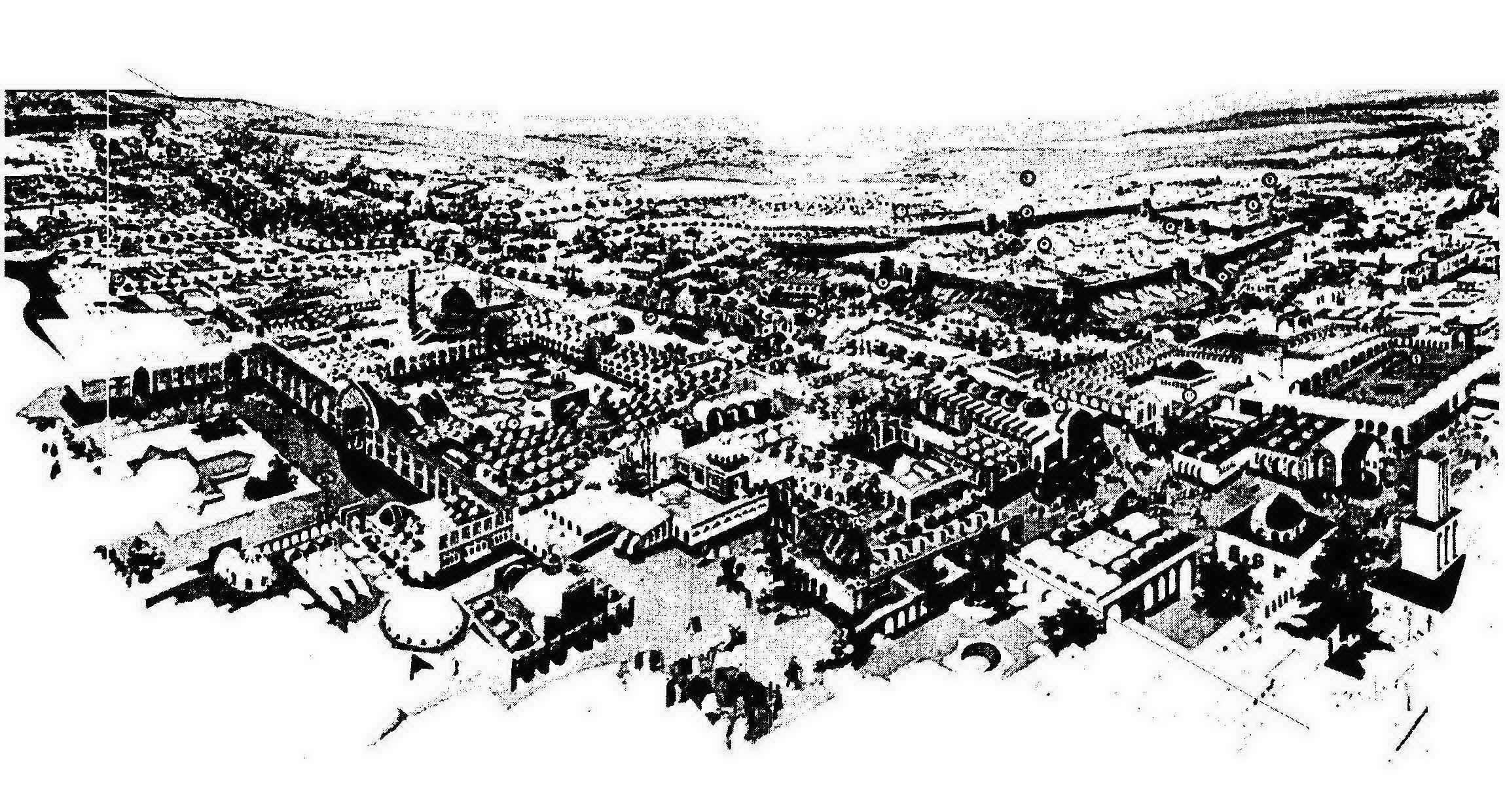
نيسابور في العصور الوسطى.

انتقل الضياء من أصفهان إلى نيسابور وكانت المرة الأولى له فيها حيث دخلها في 9 شعبان 608 هـ(12) وسمع فيها على عددٍ من المشايخ والشيخات منهم الشيخ المؤيد بن محمد بن علي الطوسي الذي قرأ عليه «حديث ابن نجيد»، والمجلس المائة من «أمالي أبي الحسين علي بن أحمد بن محمد المقرئ». كما قرأ على الشيخة أم المؤيد زينب بنت عبد الرحمن الشعرية الجزء الرابع من «فوائد أبي أحمد الحاكم»، و«الأربعين» للحسن بن سفيان و«قبض العلم» للطوسي و«حديث عمران» و«حديث سويد بن سعيد» و«فوائد فاطمة بنت خلف الشحامي» وجزءًا فيه من «أمالي المديني» وغير ذلك. وسمع أيضًا على الشيخة عفيفة بنت أحمد الفارفانية كتاب «الأطعمة» لأبي بكر بن أبي عاصم و«حديث محمد بن عاصم» و«جزءًا من حديث أحمد العبادي»، وقرأ على الشيخ أبي عبد الله محمد بن الحسن الطبري كتاب «الزهد» لابن الأعرابي في شوال سنة 608 هـ.
أكمل الضياء رحلته باتجاه مرو في العشر الأول من ذي القعدة سنة 608 هـ. التقى فيها بالشيخ عبد الرحيم أبي المظفر (المتوفي 617 هـ) الذي قرأ عليه جزء «بر الوالدين للبخاري» و«مسند أبي عوانة» و«عوالي سفيان ابن عيينة» و«تاريخ جرجان» و«تاريخ مرو» و«كتاب الانتصار (لأصحاب الحديث)» لجده أبي المظفر منصور. كما التقى الشيخ أبي القاسم زكي بن أبي الوفا فقرأ عليه الجزء الثالث من «حديث ابن عدي» وعشرةَ أجزاءٍ من «كتب المعاني» وثلاثة أجزاء من كتاب «مكارم الأخلاق» و«المنامات» لابن باكويه وكتاب «انتهاز الفرصة قبل الغصة» للفارسي. استقر بمرو مدّة سنتين قبل أن ينتقل منها إلى مدينة هراة.
انتقل الضياء إلى هراة يوم الخميس 27 صفر 610 هـ وبقي فيها سنةً إلى محرم 611 هـ وغادرها بعد أن سمع على عالمها أبي روح عبد المعز بن محمد الهروي «مسند أبي يعلى» وحديث «يحيى بن معين» و«طالوت بن عباد» و«مكي بن عبدان» و«قتيبة بن سعيد» وغير ذلك. كما دخل بوشَنج وهي بلدة نواحي هراة (بينها وبين هراة 10 فراسخ أي قرابة 57.6 كم) وسمع فيها من أبي عامر عدنان بن نصر بن محمد وأبي منصور سعيد بن عمر بن نصر ومن مروياته عنه الحديث (2050) في كتابه «الأحاديث المختارة».
ثم دخل نيسابور في شهر صفر سنة 611 هـ، وسمع فيها على الشيخ أبي عبد الله محمد بن أبي البركات الجوهري جزءًا من حديث الحاكم من «المستدرك» وجميع حديث «الزهري» وحديث «وكيع» وأحاديثَ من حديث «سفيان بن عيينة». وبقي في المدينة سبعة أشهر، جلس فيها للتحديث وإقراء الناس والتف حوله طلاب العلم من نيسابور وغيرها يكتبون عنه وينهلون من علومه، بعد أن ذاع صيته واشتهر، ومن هؤلاء الحافظ ابن النجار الذي لزم الضياء وكتب عنه في كل مكان اجتمع به، وقد أخبر عن ذلك بقوله: "كتبت عنه ببغداد ونيسابور ودمشق".
بعد أن خرج من نيسابور في العشر الأول من رمضان اتجه نحو بغداد فدخلها في العشر الأول من ذي القعدة سنة 611 هـ وبقي فيها إلى شهر صفر سنة 612 هـ، ولم يؤرخ لمسموعاته خلال هذه الفترة، ويبدو أنه جلس للتحديث. وإثر خروجه من بغداد وفي طريقه إلى دمشق دخل حلب، وكانت في تلك الفترة تزخر بالعلماء والشيوخ، فسمع فيها على الشيخ افتخار الدين أبي هاشم القرشي الهاشمي الذي قال عنه الذهبي: "أفتى وناظر وصنف، كان شريفاً سَريَّاً، ورعاً، ديناً، وقوراً، صحيح السماع علي الإسناد".
ودخل حران وسمع فيها على محدث الجزيرة الإمام الحافظ الرحّال أبي محمد عبد القادر بن عبد الله الرهاوي الحنبلي. وأخيرًا وصل إلى دمشق في أواخر سنة 612 هـ بعد أن قضى في رحلته الثالثة سبع سنوات.

### الرحلة الرابعة (إلى بيت المقدس)

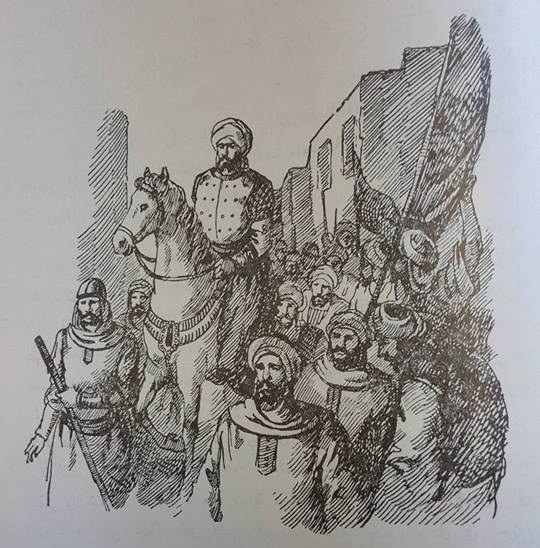
صلاح الدين الأيوبي يدخل بيت المقدس على رأس جيش المُسلمين. وكان ضياء الدين المقدسي ضمن جيش الفتح.

تردد الضياء على بيت المقدس أكثر من مرة وسمع فيها وفيما حولها من القرى وقد تعددت أهداف رحلته إليها، للجهاد أو السماع أو لأغراض أخرى فهي موطنه الأصلي وبها أقوام من أهله وعشيرته.
1. الرحلة الأولى: كانت قبل سنة 586 هـ حيث كان برفقته أحد المقادسة، وهو عبد بن عمر بن أبي بكر المقدسي. وذلك للمشاركة في الجهاد وتحرير بيت المقدس، ففي ترجمته يقول الضياء: "وسافرت معه إلى بيت المقدس فرأيت من ورعه وحسن خلقه ما تعجبت منه". وقال: "وشهدنا غزاةً مع صلاح الدين".[86]
2. الرحلة الثانية: انطلقت الرحلة الثانية بعد سنة 590 هـ حيث سمع على الشيخ الزاهد العابد الحسن بن أحمد الإوَقي.[87] كما أسند الضياء بعض مروياته إلى الشيخ عبد الله بن عبد الواحد اللُّبَني، من قرية اللُّبَن الشرقية،[88] وإلى الشيخ أحمد بن أبي المكارم بن شكر المقدسي الخطيب، في قرية مردا وهو خطيبها.

### الرحلة الخامسة (إلى مكة)
تحدث عن هذه الرحلة الذهبي في كتابه تاريخ الإسلام. ذكر فيه أنه سمع بمكة من أبي الفتوح نصر بن محمد البغدادي بن الحُصري. ولم يُذكر الكثير عن رحلات الضياء لمكة، بَيد أن ابن الدبيثي أخبر عن ابن الحصري فقال: "خرج إلى مكة سنة 98 هـ فجاورَ وأَمَّ الحنابلة، ونعم الشيخ كان ثقةً وعبادةً." وأرّخ الضياء لوفاة هذا الشيخ فقال: "توفي شيخنا الحافظ الإمام، إمام الحرم، ... في المحرم سنة 619 هـ." فيكون لقاءه به وسماعه منه في مكة قبل هذا التاريخ.

### عودته إلى دمشق واستقراره فيها من سنة 612 حتى وفاته
عاد الضياء من رحلاته وقد بلغ من العمر 41 عامًا بعد أن جمع ما لم يجمع غيره، ولقي شيوخ الشام والعراق والحجاز والجزيرة وبلاد المشرق حتى كان له من الشيوخ والشيخات ما يزيد عن 500 شيخ.
وقدم دمشق بعد خمسة أعوام بعلمٍ كثيرٍ وكتب أصولٍ نفيسةٍ فتح الله عليه بها هبة ونسخا وشراء. وبذل في سبيل الحصول عليها الكثير من الوقت والجهد والمال.
اشتهر أمره وانتهت إليه الرياسة في الحفظ والإتقان والمعرفة التامة في الحديث. وجمع بين معرفة المتون والأسانيد، وفقه الحديث ومعانيه، وأصبح إمام المحدثين في وقته. فكانت هذه المرحلة من أخصب مراحل حياته، إذ رحل إليه طلاب العلم والتف حوله التلاميذ من كل مكانٍ يقرؤون عليه ويسمعون منه. فكان يحدثهم في ديرة الصالحين، وفي الجامع المظفري. ولما ضاق بهم المكان بنى لهم دارًا للحديث، وتولى التدريس فيها ولم يخرج من الصالحية إلا نادرًا. تركز نشاطه بهذه المدرسة وبها ألّف جميع تصنيفاته وفيها قرئت عليه حتى وفاته. قال الذهبي:
| ضياء الدين المقدسي | ولم يزل ملازما للعلم والرواية والتأليف إلى أن مات. | ضياء الدين المقدسي |

## مؤلفاته المطبوعة
1. الأحاديث المختارة.[93]

غلاف كتاب المُنتقى من أخبار الأصمعي من تأليف الضياء.

2. اختصاص القرآن بعوده إلى الرحيم الرحمن.[94]
3. الأمراض والكفارات والطب والرقيات (الطب النبوي).[95]
4. الأمر باتباع السنن واجتناب البدع.[96]
5. الأوهام في مشايخ النبل.[97]
6. الرواة عن مسلم.[98]
7. العدة للكرب والشدة.
8. فضائل القرآن.
9. فضائل الأعمال.[93]
10. فضائل بيت المقدس = فضائل الشام.[99]
11. مناقب الشيخ أبي عمر المقدسي.[100]
12. المُنتقى من أخبار الأصمعي.
13. من حديث أبي عبد الرحمن عبد الله بن يزيد المقرئ مما وافق رواية الإمام أحمد بن حنبل الشيباني.[101]
14. من مناقب جعفر بن أبي طالب.[102]
15. النصيحة[103][104] (طُبع بعنوان "نصيحة الملك الأشرف" في مجلة الحكمة للدراسات الشرعية في عددها الثالث سنة 1415 هـ[105]).
16. النهي عن سب الأصحاب.[93]

## هوامش
- 1 السعدي: نسبة إلى قبيلة السعديين إحدى قبائل فلسطين الشمالية. أصلها من عرب المشارقة.[106]
- 2 المقدسي: نسبة إلى بيت المقدس.[107]
- 3 الجماعيلي: نسبة إلى قرية جمّاعيل (جماعين) موطن الضياء الأصلي وهي لا تبعد كثيراً عن بيت المقدس.
- 4 الدمشقي: نسبة إلى دمشق مهجر أسرة الضياء، وفيها ولد وقضى عمره.
- 5 الصالحي: نسبة إلى الصالحية، الحي الذي أقامت به أسرة الضياء في مدينة دمشق، وكان لهم الفضل في تأسيسه.[108]
- 6 الحنبلي: لاتباعه مذهب الإمام أحمد بن حنبل، وقد اشتهر الضياء والمقادسة عموماً بالتزامهم هذا المذهب، وعُرفوا بالحنابلة.
- 7 أحمد: يُلقب بالزاهد، وهو كبير أسرة المقادسة.
- 8 الكافي: في طبعَة دار الغرب الإسلامي لكتاب تاريخ الإسلام للذهبي بتحقيق بشار عواد معروف، نَسَبَ المُحقِّق في التعليق بالهامش "الكافي" إلى كتاب «الكافي في القراءات السبع» للشيخ «إسماعيل بن إبراهيم الهروي القَرَّابُ» وهذا خطأ. لأن وفاته كانت سنة 414 هـ بينما توفي عبد الرحيم (أخو الضياء) سنة 612 هـ. وبالتالي يستحيل أن يكون قد سمع منه أو تفقه عنده. وبعد البحث، نجد أن الكتاب الوحيد الذي أُلِّف في ذلك الوقت هو الكافي في فقه الإمام أحمد بن حنبل لخاله ابن قدامة الذي عاصره ولا بدَّ أنه تفقه عنده كونه أحد أهم أعلام مذهب الحنابلة في عصره.
- 9 دير الصالحين: هو دير كان يضم عشر غرف وكان لكل أسرة غرفة واحدة.
- 10 القرافة: هي خِطَّة أرض بالفسطاط من مصر وبها قبر الإمام الشافعي، وهي أيضاً موضع مقبرة خارج الباب الغربي بالإسكندرية.
- 11 18 شعبان 594 هـ: خلافاً لما ذكره الذهبي أنّ رحلته كانت إلى مصر سنة 595 هـ والأدلة كثيرة منها: ما ذكره الضياء أن الحافظ أرسل معهم ولده وهو ابن عشر سنوات، وبعد البحث عن تاريخ مولده تبين أنه في شوال 584 هـ.[109]
- 12 9 شعبان 608 هـ: قال الذهبي «دخل نيسابور ليلة وفاة منصور الفراوي»[68] وقد كانت وفاته بهذا التاريخ.

### فهرس المراجع
1. ↑  نويهض (1988)، ج. 2، ص. 568.
2. ↑  ابن عبد الهادي (1996)، ج. 4، ص. 188.
3. 1 2 3  الذهبي (2003)، ج. 14، ص. 472.
4. ↑  النووي (1925)، ج. 8، ص. 438.
5. ↑  المنذري (1981)، ج. 3، ص. 125.
6. ↑  الصفدي (2000)، ج. 4، ص. 48.
7. ↑  النعيمي (1990)، ج. 2، ص. 71.
8. ↑  ابن طولون (1980)، ص. 130.
9. ↑  ابن رجب (2005)، ج. 3، ص. 284.
10. ↑  الذهبي (2003)، ج. 12، ص. 136.
11. ↑  الذهبي (2003)، ج. 12، ص. 61.
12. ↑  ابن طولون (1980)، ص. 80.
13. 1 2  ابن طولون (1980)، ص. 71-73.
14. 1 2  ابن طولون (1980)، ص. 69.
15. ↑  الذهبي (2003)، ج. 13، ص. 666.
16. 1 2 3  المنذري (1981)، ج. 3، ص. 404.
17. ↑  الذهبي (2003)، ج. 13، ص. 598.
18. ↑  الذهبي (2003)، ج. 13، ص. 731.
19. ↑  الذهبي (2003)، ج. 13، ص. 340.
20. ↑  ابن العماد (1986)، ج. 7، ص. 358.
21. ↑  السواس (1987)، ص. 339.
22. 1 2  الذهبي (2003)، ج. 14، ص. 102.
23. ↑  الضياء (2000)، ج. 3 و5، ص. 60 و228.
24. ↑  الضياء (1999)، ص. 13.
25. ↑  الذهبي (1985)، ج. 21، ص. 93.
26. ↑  الضياء (1994)، ص. 49.
27. ↑  الذهبي (1985)، ج. 21، ص. 109.
28. ↑  الضياء (1985)، ص. 80.
29. ↑  الذهبي (1985)، ج. 21، ص. 193.
30. ↑  الذهبي (1985)، ج. 21، ص. 161.
31. ↑  الذهبي (1985)، ج. 21، ص. 196.
32. ↑  الضياء (1994)، ص. 88.
33. 1 2 3 4 5  الذهبي (1985)، ج. 23، ص. 126- 130.
34. ↑  الذهبي (1985)، ج. 22، ص. 50.
35. 1 2 3  الذهبي (1985)، ج. 21، ص. 450- 452.
36. ↑  ابن طولون (1980)، ص. 257.
37. ↑  الذهبي (1985)، ج. 19، ص. 525.
38. ↑  الذهبي (1985)، ج. 21، ص. 365.
39. ↑  الذهبي (1985)، ج. 21، ص. 431.
40. ↑  الذهبي (1985)، ج. 22، ص. 23.
41. ↑  ابن كثير (1988)، ج. 13، ص. 198.
42. ↑  ابن رجب (2005)، ج. 3، ص. 516.
43. ↑  الضياء (1999)، ص. 70.
44. ↑  السواس (1987)، ص. 76.
45. ↑  سلام (1971)، ص. 105-106.
46. ↑  الذهبي (1985)، ج. 21، ص. 416.
47. ↑  الذهبي (1985)، ج. 21، ص. 269.
48. ↑  الذهبي (1985)، ج. 21، ص. 390.
49. ↑  الذهبي (1985)، ج. 21، ص. 412.
50. ↑  الذهبي (1985)، ج. 21، ص. 396.
51. ↑  آل ياسين (1979)، ص. 49.
52. 1 2  الضياء (1999)، ص. 128-129.
53. ↑  الضياء (1999)، ص. 118-119.
54. ↑  الضياء (1999)، ص. 139.
55. 1 2 3 4  الضياء (1999)، ص. 134.
56. 1 2 3  الضياء (1999)، ص. 142، 144-145.
57. 1 2  الضياء (1999)، ص. 211.
58. ↑  الضياء (1999)، ص. 212-213.
59. 1 2 3  الضياء (1999)، ص. 205.
60. ↑  الضياء (1999)، ص. 197-198.
61. ↑  الضياء (1999)، ص. 151-154.
62. ↑  الضياء (1999)، ص. 202.
63. ↑  الضياء (1999)، ص. 218.
64. ↑  الضياء (1999)، ص. 180-181.
65. ↑  الذهبي (1985)، ج. 21، ص. 432.
66. ↑  الضياء (2000)، ج. 7، ص. 118.
67. ↑  الضياء (1999)، ص. 105-107.
68. 1 2 3  الذهبي (2003)، ج. 14، ص. 473.
69. ↑  الذهبي (1985)، ج. 21، ص. 451.
70. ↑  الضياء (1999)، ص. 62.
71. ↑  الضياء (1999)، ص. 67.
72. ↑  الضياء (1999)، ص. 57-58.
73. ↑  الضياء (1999)، ص. 182.
74. 1 2 3  الضياء (1999)، ص. 68.
75. ↑  الضياء (1999)، ص. 74-76.
76. ↑  الضياء (1999)، ص. 82-83.
77. ↑  الضياء (1999)، ص. 50.
78. ↑  الضياء (1999)، ص. 64-66.
79. ↑  الذهبي (1985)، ج. 19، ص. 114.
80. ↑  الضياء (1999)، ص. 71.
81. ↑  الحموي (1995)، ج. 1، ص. 508.
82. ↑  الضياء (2000)، ج. 6، ص. 69.
83. ↑  الضياء (1999)، ص. 56.
84. ↑  الذهبي (1985)، ج. 23، ص. 129.
85. ↑  الذهبي (1985)، ج. 22، ص. 100.
86. ↑  ابن رجب (2005)، ج. 2، ص. 381.
87. ↑  الضياء (1999)، ص. 16.
88. ↑  الضياء (1994)، ص. 98.
89. ↑  الذهبي (2003)، ج. 14 و13، ص. 473 و589.
90. ↑  الذهبي (1985)، ج. 22، ص. 164.
91. ↑  ابن رجب (2005)، ج. 3، ص. 273.
92. 1 2  الذهبي (2003)، ج. 14، ص. 475.
93. 1 2 3  ابن رجب (2005)، ج. 3، ص. 518.
94. ↑  الروداني (1988)، ص. 114.
95. ↑  ابن رجب (2005)، ج. 3، ص. 521.
96. ↑  ابن رجب (2005)، ج. 3، ص. 520.
97. ↑  ابن حجر (1908)، ج. 4، ص. 36.
98. ↑  ابن حجر (1994)، ج. 2، ص. 432.
99. ↑  ابن رجب (2005)، ج. 3، ص. 519.
100. ↑  الذهبي (1985)، ج. 22، ص. 6.
101. ↑  الروداني (1988)، ص. 213.
102. ↑  السواس (1987)، ص. 359.
103. ↑  السواس (1987)، ص. 599.
104. ↑  الروداني (1988)، ص. 437.
105. ↑  الضياء (1415 هـ).
106. ↑  كحالة (1997)، ج. 2، ص. 521.
107. ↑  ابن الأثير (1955)، ج. 3، ص. 246.
108. ↑  الحموي (1995)، ج. 3، ص. 389.
109. ↑  ابن طولون (1980)، ص. 477.

### المعلومات الكاملة للمراجع
- ابن حجر العسقلاني (1908)، تهذيب التهذيب، حيدر آباد: دائرة المعارف العثمانية، OCLC:878030290، QID:Q116971729
- يحيى بن شرف النووي (1929)، المجموع شرح المهذب (ط. 1)، القاهرة: إدارة الطباعة المنيرية، OCLC:235979026، QID:Q118186258
- ابن الأثير الجزري (1955)، اللباب في تهذيب الأنساب (ط. 1)، بغداد: مكتبة المثنى، OCLC:4770783888، QID:Q118124197
- محمد زغلول سلام (1971)، الأدب في العصر المملوكي (ط. 1)، القاهرة: دار المعارف، OCLC:4770589294، QID:Q118187826
- محمد مفيد آل ياسين (1979)، الحياة الفكرية في العراق في القرن السابع الهجري (ط. 1)، بغداد: الدار العربية للطباعة، OCLC:4771025328، QID:Q118187943
- ابن طولون الصالحي (1980)، القلائد الجوهرية فى تاريخ الصالحية، تحقيق: محمد أحمد دهمان (ط. 1)، دمشق: مجمع اللغة العربية بدمشق، OCLC:4770281906، QID:Q118086739
- المنذري (1981)، التكملة لوفيات النقلة، تحقيق: بشار عواد معروف، بيروت: مؤسسة الرسالة، QID:Q116999383{{استشهاد}}:  صيانة الاستشهاد: ref duplicates default (link)
- ضياء الدين المقدسي (1985)، فضائل بيت المقدس، تحقيق: محمد مطيع الحافظ (ط. 1)، دمشق: دار الفكر، OCLC:145082426، QID:Q118187302
- شمس الدين الذهبي (1985)، سير أعلام النبلاء، تحقيق: شعيب الأرنؤوط، مجموعة (ط. 1)، بيروت: مؤسسة الرسالة، OCLC:4770539064، QID:Q113078038
- ابن العماد الحنبلي (1986)، شذرات الذهب في أخبار من ذهب، تحقيق: محمود الأرناؤوط، عبد القادر الأرناؤوط (ط. 1)، دمشق، بيروت: دار ابن كثير، OCLC:36855698، QID:Q113580573
- ياسين محمد السواس (1987)، فهرس مجاميع المدرسة العمرية (ط. 1)، مدينة الكويت: المنظمة العربية للتربية والثقافة والعلوم، OCLC:4771292818، QID:Q118186953
- ابن كثير الدمشقي (1988)، البداية والنهاية، تحقيق: علي شيري (ط. 1)، بيروت: دار إحياء التراث العربي، OCLC:4771091995، QID:Q118094376
- محمد بن محمد الروداني (1988)، صلة الخلف بموصول السلف، تحقيق: محمد حجي (ط. 1)، بيروت: دار الغرب الإسلامي، OCLC:4771078890، QID:Q118220498
- عادل نويهض (1988)، مُعجم المُفسِّرين: من صدر الإسلام وحتَّى العصر الحاضر (ط. 3)، بيروت: مؤسسة نويهض الثقافية للتأليف والترجمة والنشر، OCLC:235971276، QID:Q122197128
- عبد القادر النعيمي (1990)، الدارس في تاريخ المدارس، تحقيق: إبراهيم شمس الدين (ط. 1)، بيروت: دار الكتب العلمية، OCLC:4771217177، QID:Q118186511
- ابن حجر العسقلاني (1994)، المجمع المؤسس للمعجم المفهرس، تحقيق: يوسف المرعشلي (ط. 1)، بيروت: دار المعرفة للطباعة والنشر، OCLC:32520881، QID:Q118220660
- ضياء الدين المقدسي (1994)، النهي عن سب الأصحاب، تحقيق: محمد أحمد عاشور، جمال عبد المنعم الكومي (ط. 1)، القاهرة: الدار الذهبية، OCLC:4770521253، QID:Q19456371
- ضياء الدين المقدسي (1994). "النصيحة". مجلة الحكمة. تحقيق: علي حسن الحلبي. ليدز ع. 3. QID:Q118247759.
- ياقوت الحموي (1977)، معجم البلدان (ط. 1)، بيروت: دار صادر، OCLC:1014032934، QID:Q114913343
- محمد بن عبد الهادي المقدسي (1996)، طبقات علماء الحديث، تحقيق: أكرم البوشي، إبراهيم الزيبق (ط. 2)، بيروت: مؤسسة الرسالة، OCLC:4771378441، QID:Q113860052
- عمر رضا كحالة (1997)، معجم قبائل العرب القديمة والحديثة (ط. 8)، بيروت: مؤسسة الرسالة، OCLC:4770522975، QID:Q118188000
- ضياء الدين المقدسي (1999)، ثبت مسموعات الإمام الحافظ ضياء الدين محمد بن عبد الواحد المقدسي، تحقيق: محمد مطيع الحافظ (ط. 1)، بيروت: دار البشائر الإسلامية، OCLC:4770149904، QID:Q118089296
- ضياء الدين المقدسي (2000)، الأحاديث المختارة، تحقيق: عبد الملك بن دهيش (ط. 3)، بيروت: دار خضر للطباعة والنشر، OCLC:61450402، QID:Q118124632
- صلاح الدين الصفدي (2000)، الْوافِي بالْوَفَيَات، تحقيق: أحمد الأرناؤوط، تركي فرحان المصطفى (ط. 1)، بيروت: دار إحياء التراث العربي، OCLC:713922056، QID:Q113528574
- شمس الدين الذهبي (2003)، تاريخ الإسلام ووفيات المشاهير والأعلام، تحقيق: بشار عواد معروف (ط. 1)، بيروت: دار الغرب الإسلامي، OCLC:1227786912، QID:Q113519441
- ابن رجب الحنبلي (2005)، الذيل على طبقات الحنابلة، تحقيق: عبد الرحمن العثيمين (ط. 1)، الرياض: مكتبة العبيكان، QID:Q116984024

## وصلات خارجية
- "أعيان الشام - المحدثة رابعة بنت قدامة". الباحثة نبيلة القوصي. مؤرشف من الأصل في 2022-08-16. اطلع عليه بتاريخ 2023-04-29.
- "مجلة الحكمة العدد 1 - 9 مع العدد 11 و23". مجلة الحكمة. اطلع عليه بتاريخ 2023-05-10.